# Dióscoro I de Alexandria
O Papa de Alexandria Dióscoro I de Alexandria foi o Patriarca de Alexandria a partir de 444. Ele foi deposto pelo Concílio de Calcedônia em 451, mas continuou sendo reconhecido como Patriarca pela Igreja Ortodoxa Copta até a sua morte. Ele morreu na Ásia Menor em 17 de setembro de 454. Ele é venerado como santo pelos coptas e por outras igrejas ortodoxas orientais.

## Biografia

### Primeiros anos
Papa Dióscoro serviu como reitor da Escola Catequética de Alexandria e foi secretário pessoal do Papa Cirilo, a quem ele acompanhou no Terceiro Concílio Ecumênico realizado em Éfeso, subindo então para a posição de arquidiácono.

### Oposição a Nestório
Em sua disputa contra Nestório, Cirilo explicou a união entre as naturezas humana e divina de Cristo como sendo "interior e real, sem nenhuma divisão, mudança ou confusão"'. Ele rejeitou a teoria antioquiana da "coabitação" (ou "conjunção" ou "participação estreita") como insuficiente para revelar a real unificação. Ele afirmou que a teoria deles permitia a divisão das duas hipóstases de Cristo, exatamente como ensinara Nestório.
Assim, a fórmula alexandriana adotada por Cirilo e Dióscoro era "uma natureza de Deus, o Verbo Encarnado", que traduzida para o grego fica "mia physis tou theou logou sesarkomene", através da qual Cirilo procurara expressar "uma natureza", "de duas naturezas". Ele insistia em "uma natureza" de Cristo para garantir a unicidade de Cristo, como uma ferramenta para defender a igreja contra o Nestorianismo. Assim, Cristo é de uma vez só Deus e homem.
Por outro lado, a fórmula antioquiana era "Duas naturezas após a união" ou "em duas naturezas", que em grego fica "dyo physis". Esta fórmula explicava Cristo como existindo em duas naturezas: Deus, o Verbo, e Homem, que Ele assumiu, e que Deus não sofreu e nem morreu.
Nestório foi condenado e deposto pelo Primeiro Concílio de Éfeso, que aprovou a segunda epístola de Cirilo à Nestório (que incluía uma dogmatização da Teótoco), e não fazia outras definições dogmáticas.

## Apoio para Eutiques
O conflitou renasceu quando Eutiques, um arquimandrita em Constantinopla, defendeu a fórmula "uma natureza" contra a fórmula "duas naturezas após a união". Eutiques argumentava que a divindade havia absorvido a humanidade de Cristo. Um sínodo em Constantinopla comandado por Flaviano de Constantinopla em 448 condenou e expulsou Eutiques.
Ele apelou da decisão e chamou Flaviano de nestoriano, no que recebeu o apoio de Dióscoro. O Papa Leão I, em seu famoso "Tomo", confirmou a posição teológica de Flaviano, mas pediu que Eutiques fosse reintegrado à Igreja se ele se arrependesse.
O imperador Teodósio II convocou então o Segundo Concílio de Éfeso e, em memória ao papel de Cirilo no primeiro (em 431), sob forte influência de Crisápio, um conselheiro sênior e amigo de Eutiques, convidou Dióscoro, também amigo de Eutiques, para presidir as reuniões. O concílio liderado por Dióscoro decidiu reabilitar Eutiques e depôs Flaviano, além de Eusébio de Dorieleu, Teodoreto de Cirro, Ibas de Edessa e Dono II de Antioquia. Os protestes dos legados de Leão foram ignorados. O Papa Leão I protestou, primeiro chamando o concílio de um "Sínodo de Ladrões" e declarou que suas decisões eram inválidas.
O imperador Teodósio apoiou as decisões do concílio até a morte (28/07/450). Então, sua irmã Pulquéria retornou ao poder e logo transformou o ofical Marciano seu consorte e Imperador. Ela se consultou com o Papa Leão sobre a convocação de um novo concílio, colhendo assinaturas para isso "Tomo" do Papa, que seria introduzido como a proposta básica para um novo concílio. Ele também insistiu - contra a vontade de Leão - que o concílio não deveria ser realizado na Itália, mas no oriente. Enquanto isso, o novo casal imperial trouxe os restos de Flaviano de volta para capital e exilou Eutiques para a Síria.
Dióscoro foi excomungado por Leão, muito provavelmente no início de 450, no rescaldo do então controverso Concílio de Éfeso. Ele então excomungou Leão como resposta, selando o cisma.

## Concílio de Calcedônia
O concílio, reunido em Calcedônia, não lidou apenas com os pontos de vista cristológicos de Eutiques, mas também com os de Dióscoro, assim como seu comportamento. Por causa disso, sob insistência dos legados romanos, negou-se à Dióscoro um lugar entre os anciãos do concílio.
Quando ele argumentou pela adoção da fórmula "Uma natureza incarnada de Deus, o Verbo" e outros bispos entenderam que esta era um ponto de vista idêntico ao de Eutiques, Dióscoro tentou deixar mais claro seu ponto afirmando que "Nós não estamos falando de confusão, nem de divisão e nem de mudança". Ele afirmou ainda que ele não aceitava a fórmula "duas naturezas após a união", mas ele não se opunha a "'De' duas naturezas após a união".
O concílio depôs Dióscoro e os outros bispos que tinham sido responsáveis pelas decisões de 449 por causa do apoio às violações da lei canônica ao invés de uma possível heresia percebida. Dióscoro foi exilado para Gangra. Comentaristas, como João Romanides, argumentam que Dióscoro não foi deposto por heresia, mas por "graves erros administrativos" no Concílio de Éfeso II, entre os quais eles mencionam a sua decisão de reinstalar Eutiques, seu ataque à Flaviano e, depois, sua excomunhão do Papa Leão I. Defensores de Dióscoro argumentam que Eutiques era um ortodoxo na época de sua reinstalação e que só depois ele caiu em heresia, que Flaviano era um nestoriano e que o Papa Leão apoiava o Nestorianismo.

## Exílio
Um mensageiro de Constantinopla chegou a Alexandria anunciando que Dióscoro fora deposto e exilado e que um padre alexandriano chamado Protério fora apontado como Patriarca em seu lugar, com a aprovação do imperador. Embora ninguém tenha se oposto à Protério por medo de represálias imperiais, muitos ainda seguiam secretamente Dióscoro, considerando-o um patriarca legítimo.
Dióscoro morreu no exílio em 454. Quando a notícia chegou ao Egito, seus aliados se reuniram e elegeram Timóteo, um discípulo de Dióscoro, para ser o novo Patriarca. Timóteo, que imediatamente teve que fugir e se esconder, encontrou aderentes principalmente entre os habitantes coptas nas zonas rurais, criando assim um cisma entre a Igreja Ortodoxa Copta e a Melquita (imperial, ainda em comunhão com Constantinopla).

## Cisma
A personalidade e postura de Dióscoro são objeto de controvérsia entre as Igrejas Ortodoxas Orientais de um lado e as Igrejas Ortodoxas e Católica de outro. Ele é considerado um santo pela Igreja Ortodoxa Copta de Alexandria, pela Igreja Ortodoxa Síria e outras Igrejas ortodoxas orientais, enquanto que as outras o consideram quase como um herético.
Alguns teólogos modernos sugeriram que tanto Leão quanto Dióscoro eram ortodoxos em sua concordância com os 12 capítulos de Cirilo de Alexandria, ainda que ambos tenham sido (e ainda são) considerados heréticos por segmentos do grupo adversário.
Outro assunto relação à contenda foi a acusação, frequentemente feita pelas igrejas calcedonianas, de que os ortodoxos orientais aceitaram a doutrina de Eutiques. Os acusados negam, argumentando que eles rejeitam tanto Monofisismo de Eutiques, que eles consideram um herege, quanto o Diofisismo desposado pelas igrejas calcedonianas (Ortodoxa e Católica).
Em maio de 1973, o Papa Shenouda III de Alexandria (copta) visitou o Papa Paulo VI de Roma e eles declararam um fé comum na natureza de Cristo, justamente o assunto que tinha causado o cisma no Concílio de Calcedônia.
Uma declaração similar foi alcançada entre os dois ramos da Igreja Ortodoxa nos anos 90 em Genebra, no qual tanto a Igreja Ortodoxa quanto a Ortodoxa Oriental concordaram em condenar o Nestorianismo e a doutrina de Eutiques e rejeitando as interpretações dos concílios que não concordam totalmente com o horos do Terceiro Concílio Ecumênico e com a carta de Cirilo de Alexandria para João de Antioquia (433). Eles também concordaram em retirar os anátemas e condenações do passado.
No verão de 2001, os Patriarcas do Alexandria da Igreja Ortodoxa Copta e da Igreja Ortodoxa Grega concordaram em reconhecer mutuamente os batismos realizados na outra igreja.